# Татлы (станция)
Татлы  — грузовая железнодорожная станция Куйбышевской железной дороги Башкирского отделения в ЗАТО Межгорье. Недействующая станция в закрытом городе Межгорье. Демонтаж путей и путевых объектов не планируется. 

Соседние станции (ТР4): 651135 Пихта, 654109 Юша